# Galaxia Cometa

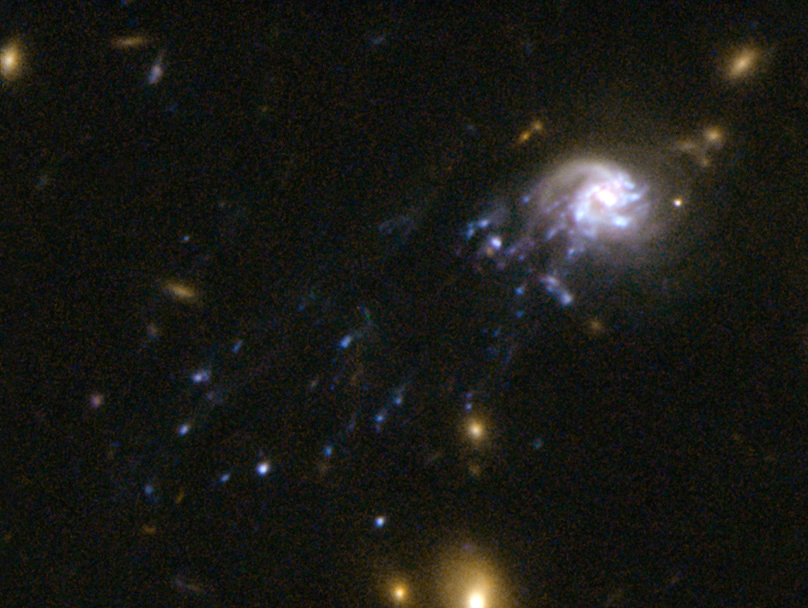
La Galaxia Cometa imagen tomada por el Telescopio Espacial Hubble.

La Galaxia Cometa, también conocida como 235144-260358 es una galaxia espiral situada en el cúmulo de galaxias Abell 2667, en la constelación del Escultor y a una distancia de 2900 millones de años luz de la Vía Láctea.
Es de tipo tardío y similar a nuestra galaxia, viéndose de frente y caracterizándose por su aspecto distorsionado, un único brazo espiral (un poco parecida a la mucho más cercana M99), y por la cola de nudos brillantes azules que está dejando detrás de ella, lo que explica que haya sido estudiada con ayuda de entre otros del Telescopio Espacial Hubble, del telescopio de infrarrojos Spitzer, y del telescopio de Rayos X Chandra.
Dichos estudios muestran que su peculiar morfología es debida por un lado a las fuerzas de marea del cúmulo al que pertenece, que la están distorsionando, y por otro al rozamiento con el gas caliente intergaláctico de éste, causado por la gran velocidad relativa con la que se mueve, lo que la está despojando de su gas y ha resultado en un potente brote estelar en su centro y una elevada luminosidad en el infrarrojo.
Por otro lado, tales estudios han mostrado que los nudos azules, que vienen acompañados de filamentos de gas de bajo brillo, son en realidad cúmulos estelares muy masivos, de luminosidades comparables a las de los super cúmulos estelares o las de las galaxias enanas, pensándose que tal vez sean los precursores de las galaxias enanas ultra compactas -que han sido encontradas en cúmulos galácticos lejanos-
La Galaxia Cometa ya muestra también cierta deficiencia de gas, y muy posiblemente su destino es perderlo todo -tanto por la elevada formación estelar que está experimentando cómo por el rozamiento mencionado- para acabar convertida en una galaxia espiral pasiva, con un bulbo galáctico grande y muy poca o ninguna formación estelar.